# الرومانية الكاثوليكية في الأردن
كنيسة الروم الكاثوليك في الأردن هو جزء من الكنيسة الكاثوليكية الرومانية في جميع أنحاء العالم، تحت القيادة الروحية من البابا والكوريا في روما.
هناك ما يقرب من 170000 الكاثوليك في الأردن أو 2.9٪ من سكان الأردن. وتنقسم الكاثوليك في أربعة تقاليد:
- 120000 الملكيين الكاثوليك - 2٪
- 25000 الروم الكاثوليك - 0.4٪
- 15000 الأرمن الكاثوليك - 0.3٪
- 10000 الكاثوليك السوري - 0.2٪

كله من البلاد يشكل Archeparchy واحد. أردني الكاثوليك الذين ينتمون إلى الكنائس الكاثوليكية اليونانية استخدام الطقوس الملكيين الكاثوليك، ويشار إلى هذه على أنها «Catholiks الروم» في الأردن (الروم أو روما في إشارة إلى البيزنطية، في حين أشار هؤلاء بعد الطقوس المعيارية لكنيسة الروم الكاثوليك على أنها "Lateen".